# Злочини над Албанцима у балканским ратовима
Злочини над Албанцима током балканских ратова укључују масовна погубљења, масакрирање, етничко чишћење, насилно покрштавање и прогоне Албанаца током балканских ратова.

## Однос према Албанцима као нацији до краја балканских ратова
Немачки канцелар Ото фон Бизмарк је током Берлинског конгреса изнео став да албанска нација не постоји. Албанци су у извештају Фредерика Мура, дописника Асошијетед преса и аутора књиге Балкански траг, названи примитивном планинском расом.
У Србији је преовлађивало мишљење, са изузетком социјалиста, да Албанци нису до краја формиран народ, већ да су скуп међусобно завађених племена свуда измешаних са Србима и Грцима.

## Крај балканских ратова и његове последице за Албанце
Албанци су се током балканских ратова борили против балканских савезника. У овим борбама су имали често већу улогу од војника Османског царства. По завршетку прве фазе балканских ратова, која је завршена примирјем потписаним 3. децембра 1912. године, балканске савезнице су запоселе и почеле међусобну деобу скоро целокупне дотадашње територије Османског царства на Балкану. Такав развој догађаја није одговарао одређеним (тада веома моћним) државама, поготово Аустроугарској и Италији, због њихових аспирација ка овој територији. Због тога је, на Лондонској конференцији амбасадора у марту 1913, Шест великих сила начелно одлучило, под притиском Аустроугарске и Италије, да формира нову државу, Кнежевину Албанију, на делу територије коју су Црна Гора, Србија и Грчка освојиле од Османског царства. Потписивањем Лондонског уговора о миру дана 30. маја 1913, балкански савезници и Османско царство су препустили великим силама одлуку о судбини територије коју данас чини Албанија. На основу одредби Лондонског уговора о миру велике силе су 29. јула 1913. формирале нову државу — Кнежевину Албанију и одредиле њене границе после чега су Црна Гора, Србија и Грчка биле у обавези да повуку своју војску са делова територија Османског царства које су током рата запоселе, а које су, потписивањем Лондонског уговора о миру, припале новоформираној Кнежевини Албанији коју су велике силе формално признале 29. јула 1913. Упркос овом повлачењу балкански савезници, који су се изненада нашли у улози суседа новоформиране државе Албаније, стекли су потписивањем Лондонског уговора о миру велике добитке територија и становништва. Нове границе нису, као ни остале у тадашњој Европи, биле повучене по етничком принципу. На северу новонастале државе Албаније, највише у околини Скадра, постојала је бројна популација Срба док је на југу постојала још бројнија популација Грка. Са друге стране, новонастала албанска држава је обухватила око половине области насељених претежно Албанцима, док се велики број Албанаца нашао у оквиру Србије, Црне Горе и Грчке. Већина Албанаца се одређивањем оваквих граница нашла на територији новоформиране државе Албаније.

## Извори информација о злочинима

### Извештај Међународне комисије за истрагу узрока и вођења Балканских ратова

#### Формирање и рад Међународне комисије за истрагу узрока и вођења Балканских ратова
Одељење за сарадњу и образовање Карнегијеве задужбине за међународни мир (енгл. Carnegie Endowment for International Peace) је формирало Међународну комисију за истрагу (енгл. International Comission of Inquire) са задатком да истражи узроке и вођење балканских ратова. Комисију су претежно чинили:
1. из Француске, Барон Д'Етурнел де Констан, сенатор и Жастин Гадарт, правник и члан парламента;
2. из Велике Британије, Франсис Хирст, уредник часописа The Economist и др Хенри Ноел Браилсфорд, новинар;
3. из САД, др Семјуел Датон, професор на Учитељском колеџу на Колумбија универзитету;
4. из Немачке, др Волтер Шукинг, професор права на Универзитету у Марбургу (данашњи Марибор),
5. из Аустроугарске, др Јозеф Редлих професор јавног права на Универзитету у Бечу и
6. из Русије, Павел Николајевич Миљуков члан Државне думе.

Чланови комисије су путовали Балканом од почетка августа до краја септембра и на терену су прикупљали грађу, бележили разговоре са избеглима и прогнанима, фотографисали спаљена насеља, архивирали оригинална документа (писма, објаве, наредбе, летке, саопштења) и остало, да би по повратку у Париз сав материјал био обрађен и објављен у форми исцрпног извештаја. Приликом првог покушаја да уђе у Србију, комисија је враћена са границе иако је њен долазак био најављен преко српске амбасаде у Паризу. Подаци које је комисија прикупила објављени су у извештају 1914. године, који је убрзо засењен избијањем Првог светског рата.

#### Суштина извештаја Међународне комисије за истрагу узрока и вођења Балканских ратова
Налази међународне комисије су потврдили да су током балканских ратова, и непосредно по њиховом завршетку, почињени тешки ратни злочини. Установљено је да оружје није употребљено само против непријатељске војске, већ је кориштено за покољ становништва (старијих људи, сељака, земљорадника, жене и деце) у Македонији и Албанији., као и у деловима Балкана на којима су ратовале војске Бугарске, Грчке и Османског царства
Жртве злочина почињених током балканских ратова су били:
1. заробљеници и
2. становници територија балканских вилајета Османског царства свих националности

Починиоци злочина почињених током балканских ратова:
1. Становници балканских вилајета Османског царства
2. Војници свих војски учесница балканских ратова
3. Добровољци (турски башибозук, бугарске комите, грчке анданте и остали добровољци који нису у униформи редовне војске)

Комисија у свом извештају о злочинима почињеним над цивилима свих етничких припадности током балканских ратова наводи:

На истом месту у извештају у којем се наводи овакав закључак, комисија пише о процени штете коју су овим злочинима државе балканске савезнице претрпеле у Балканским ратовима и поводом одштетног захтева који је Грчка испоставила Турској наводи: 
 Комисија констатује у свом извештају, на основу једног случаја становника села муслиманске вероисповести које је армија Османског царства злочинима протерала у Грчку, да је армија Османског царства убила стотине цивила, док су хиљаде нашле спас у бекству у Грчку из које их је влада по завршетку непријатељстава вратила натраг у њихову домовину.

Комисија процењује да је у Битољском вилајету, који су касније поделиле Србија и Грчка, спаљено 80% муслиманских села због тога што: 
После ових догађаја, како комисија у свом извештају констатује, велики број становника муслиманске вероисповести се иселио у Азију.

#### Злочини почињени над Албанцима у балканским ратовима
Сумирајући ситуацију у областима насељеним Албанцима, чланови комисије закључују:

### Специјални телеграм објављен у Њујорк тајмсу
Један од често цитираних извора информација о злочинима над Албанцима током балканских ратова је објављен у Њујорк тајмсу (енгл. The New York Times) дана 31. децембра 1912. који је у суштини специјални телеграм о допису (у којем нису именовани аутори наведених „мађарских извештаја“) који је неименована аустроугарска институција из Будимпеште послала Дејли телеграфу (енгл. The Daily Telegraph).

### Голгота Албаније, Лео Фројндлих
Лео Фројндлих је објавио у Бечу (Аустроугарска) на Ускрс 1913. књигу Голгота Албаније. На самом почетку књиге аутор је на неколико страна величао албанску културу, интелектуалце, књижевност, трговачке способности, ратничке вештине, државнике, судије... и у суштини закључио да су покушаји албанских угњетавача да у пупољку униште сваки прогрес Албанаца били неуспешни. У наставку књиге је Лео Фројндлих објавио збирку цитираних информација објављиваних у штампи о злочинима Срба према Албанцима у периоду 1912—1913. Лео Фројндлих није био у личном контакту са Албанцима док се није 1915. током Првог светског рата као војник Ааустроугарске војске борио на Балкану.

### Извештај Комисије француске владе
Француска влада је у јулу 1913. именовала комисију коју су сачињавали Викомт Д'Халгоет (фр. Vicomte D'Halgouet) и пуковник Лепиди (фр. Colonel Lepidi).

### Изјаве комодора Кардејла
Изјаве високог официра Британске краљевске морнарице, комодора Кардејла, објављене су у више британских новина.

### Остали извори информација
1. Извештај аустроугарског конзула у Скопљу, Фон Вајнрота, послат аустроугарском Министарству спољних послова у фебруару 1913, који по наводима самог конзула не обухвата изјаве сведока злочина већ записе о изјавама које су дали они који су нешто чули од некога о злочинима без навођења конкретних доказа о злочинима.[18].
2. Извештаји Херменгилда Вагнера Hermenegild Wagner, чувеног аустроугарског ратног репортера, објављени у књизи Леа Фројндлиха[15]
3. текстови које је објавио Историјски институт у Приштини[19]
4. детаљан Званични извештај великим силама о страдањима у Дебру објављен у италијанској штампи, у чијем је заглављу написано да је „документ велике важности који је управо уручио влади једне од великих сила њихов амбасадор који је лично сакупио записе и имена места злочина и терора“.[20]
5. текстови које је објављивао Димитрије Туцовић

## Суштина тврдњи о злочинима
Српска и црногорска војска су наводно, према извештајима објављеним у европској, америчкој и српској опозиционој штампи који су наведени у књизи Леа Фројндлиха, приликом запоседања насеља у којима су живели Албанци током 1912. и 1913. године починиле бројне злочине над цивилним становништвом.
Лео Фројндлих у својој књизи наводи бројне извештаје објављене у штампи који говоре о наводним масовним погубљењима албанског становништва, тешким разарањима албанских градова, спаљивању села, пљачкању кућа, клању укућана, силовању жена и девојчица и зверствима над цивилним становништвом. Албански домаћини су, наводи Фројндлих, клани приликом претраге куће, чак и када оружје није пронађено. Албански и турски заробљеници су били присиљени да марширају стотинама километара, наводи се у Фројндлиховој књизи, а када би се неко срушио од умора, био би наводно избоден бајонетима и остављен поред пута да трули. За убиство српског војника су, по наводима бечког публицисте, вршене насумичне одмазде над цивилним становништвом. У многим албанским крајевима српске власти су подизале вешала. Многе школе на албанском језику су позатваране, наводи се у извештајима у штампи, упркос чињеници да школе на албанском језику нису ни постојале у Османском царству и да је један од (никада реализованих) захтева Албанског устанка 1912. године било увођење школа на албанском језику.
Бечки публициста Лео Фројндлих, који је прикупљене извештаје о српским ратним злочинима из европске штампе објавио у књизи Албанска Голгота, наводи да су масакри вршени један за другим откад је српска војска прешла границу и запосела земље насељене Албанцима. Он закључује да су злочини српске војске и четничких одреда углавном били усмерени против муслимана и католика новоосвојених области. Њујорк тајмс од 31. децембра 1912. преноси наводе из аустроугарских извештаја да су ова „ужасна зверства“ резултат промишљене политике да се истребе муслимани. Париски L'Humanité је, наводи у својој књизи Фројндлих, објавио званични извештај француског конзула из Солуна у којем се српске активности у Албанији описују као пљачкање, уништавање и покољи. Фриц Магнусен, преноси Фројндлих у својој књизи, ратни извештач данских новина Riget јавља: „Активности српске војске у Македонији су попримиле карактер истребљења албанске популације.“ Лав Троцки, ратни дописник са Балкана (касније чувени вођа Црвене армије), у руском листу Луч јануара 1913. године пише да „Срби у старој Србији, у свом националном подухвату исправљања оних података у етнолошким статистикама који нису на њихову корист, једноставно уништавају муслиманско становништво у селима, градовима и читавим окрузима“. Коста Новаковић, српски опозиционар, који је био припадник српског експедиционог корпуса у Албанији, каже да „српска империјалистичка влада није оставила ништа неучињено Албанцима током окупације“. Новаковић сматра да је истребљење косовских Албанаца вршено да би се Косово колонизовало Србима, односно да би се извршила србизација Косова. Димитрије Туцовић је опомињао српску јавност да је „извршен покушај убиства с предумишљајем над целом једном нацијом“, што је „злочиначко дело“ за које се „мора испаштати“.
Број жртава у делу Косовског вилајета под српском контролом се у првих неколико месеци процењивао на око 25.000 људи.
Укупнан број жртава током 1912. и 1913. године у свим албанским областима под српском контролом, Коста Новаковић процењује на око 120.000 Албанаца оба пола и свих узраста.
За разлику од Косте Новаковића данас се сматра да је у току целог рата настрадало око 20.000, а да је избегло укупно 60.000 припадника муслиманске вере. Објашњење за овакву драстичну разлику треба наћи у томе што је Коста Новаковић био опозициони политичар који је сматрао да ће објављивањем оваквих цифара стећи одређене политичке поене.

### Куманово
Према појединим извештајима, које у својој књизи наводи бечки публициста Фројндлих, након српске победе у Кумановској бици, рањени Турци и Албанци су заједно са погинулима закопани у заједничку гробницу. Скопски надбискуп Лазар Мједа извештава да су се након уласка српске војске у кумановска села, многи становници крили на таванима својих кућа. Војска је потом палила куће убијајући испред врата укућане који су покушавали да се спасу од пламена. Исти извор тврди да су деца убијана бајонетима јер није био потребе да се троши муниција на њих. Ратни дописник Кијевске мисли (Kievskaya Mysl) са Балкана, Лав Троцки, преноси сведочанство српског војника да су многа села у околини Куманова горела, и да се тај призор понављао уз пругу све до Скопља.
Њујорк тајмс преноси наводе из аустроугарских извештаја да је између Куманова и Скопља убијено око 3.000 особа.

### Скопље
Скопље је било управно седиште Косовског вилајета и пред рат је, према неким проценама, имало око 60.000 становника, од чега половину Албанаца и Турака. Иако је српска војска ушла у Скопље без отпора, извештаји наведени у књизи бечког публицисте Фројндлиха преносе да су српски одреди у наредном периоду бацали око 20—30 Албанаца у Вардар сваке ноћи. Према разним извештајима које је објавио Фројндлих, најгоре злочине су чиниле паравојне формације, српски комити, који су спроводили терор над муслиманским становништвом. Групе пијаних војника су ноћу проваљивали у куће и отимали и клали, а у Фројндлиховој књизи, забележени су и бројни случајеви силовања жена и девојчица. Дешавало се, по наводима књиге бечког публицисте, да српски четници убију Албанце на улици, а да било коме одговарају. Убијени Албанци често нису сахрањивани, јер је земља била смрзнута током зиме, па су лешеви бацани у бунаре. Наводно је, како Фројндлих у својој књизи преноси, избројано 38 бунара у околини Скопља пуних албанских лешева. Скопски надбискуп Лазар Мједа (Lazer Mjeda) извештава да се иза градске тврђаве налазио велики јарак у који је бачено више од стотину албанских лешева и да се у месту Кисела Вода налази јаруга која је масовна гробница 80 Албанаца. Рајхпост (Reichspost) наводи случај пацијената Албанаца у скопској болници којих је током првог обиласка било 132 да би их следећи дан било 80 а дан после тога једва 30. Албанским пацијентима је ускраћивана храна и пиће, па су неки умрли од глади, а многи су живи бачени у Вардар наводи Лео Фројндлих.
Очевици преносе да су војници међусобно причали о убиствима и пљачкању Албанаца, као да је то нешто сасвим нормално. Маса људи је долазила чак из Шумадије да пљачка околна албанска села. Неки су одводили коње и стоку а неки су чак скидали прозоре и врата са албанских кућа. У извештају међународне комисије се наводи изјава Васила Смилева, скопског учитеља, који је био сведок када су српске трупе масакрирале албанске избеглице, шездесетак мушкараца и жена, у близини села Бутел. Смилев је овај злочин након тога пријавио руском конзулату. Аустроугарски конзул у Скопљу фон Хајмрот извештава да је цело Скопље видело села која горе.
Процењује се да је око 2.000 Албанаца муслимана поклано у подручју Скопља.

### Ниш
Српска војска је многе ратне заробљенике и рањенике пребацивала у Ниш. Познати ратни дописник Херменегилд Вагнер, који је извештавао за лондонски Дејли мејл, бечки Рајхпост и Њујорк тајмс, током тродневног боравка у Нишу новембра 1912. године био је сведок нечовечних поступака према албанским и турским заробљеницима. Исти извештај преноси да је српски краљ Петар приликом обиласка болнице у Нишу, након што му се један војник пожалио да су Албанци пуцали на њега отетом пушком, изјавио: „Свиње ће платити за то!“. Поједини извештаји оцењују да су заробљеници и рањеници у Нишу и Београду служили само за показивање.
Историјски институт у Приштини говори о постојању концентрационог логора у Нишу у који су одвођени Албанци. Позивајући се на документе српске архиве, косовски историчари преносе да је 27. октобра 1912. године 650 Албанаца послато у логор у Нишу, а 30. октобра још 700 њих.

### Приштина
Приликом напада српске војске на Приштину у октобру 1912. године, изгледа да су Албанци, предвођени турским официрима, злоупотребили белу заставу на градској тврђави и на тај начин убили многе српске војнике. Након тога је уследила сурова одмазда српске војске. Извештаји кажу да је одмах по уласку у град, српска војска је започела „лов“ на Албанце, вршећи покоље којима је приштинска популација „дословно десеткована“. Након тога, војни командант Божидар Јанковић је приморао главешине града да пошаљу телеграм захвалности краљу Петру.
Број убијених албанских становника Приштине у првим данима српске власти се процењује на 5.000.

### Феризовић
Приликом српског заузимања Феризовића, локално становништво је пружило одлучан отпор. Према неким извештајима, жестоке борбе за Феризовић су трајале три дана. По заузећу града, српски командант је наредио да се избегло становништво врати кућама и преда оружје. Када су се преживели вратили, између 300—400 људи је масакрирано. Након тога, уследило је пустошење албанских села у околини Феризовића. Српски одреди су проваљивали у велике богате албанске куће, чинећи пљачке и убиства.
Реагујући на извештаје о злочинима, српски конзул у Скопљу је рекао да је у Феризовићима била злоупотребљена бела застава, и да је 1.200 Албанаца убијено у борби. Након припајања Краљевини Србији име града је промењено у Урошевац, по српском цару Урошу.

### Ђаковица
Међу градовима који су страдали од српско-црногорске војске, помиње се и Ђаковица. Њујорк тајмс преноси да су људи на вешалима висили са обе стране пута, и да је пут за Ђаковицу био као „долина вешала“. У подручју Ђаковице су деловале црногорске полицијско-војне формације под називом Краљевски жандармеријски кор, у народу познатије као крилаши, које су починиле многе злоупотребе положаја и насиља, углавном над нехришћанским становништвом.
У Ђаковици је спровођено и насилно покрштавање католика у српску православну веру. Бечки Neue Freie Presse (од 20. марта 1913) извештава да је 7. марта православни свештеник уз помоћ војске насилно покрстио око 300 ђаковичких католика у православну веру, а да је фрањевац Патер Ангелус, који је одбио да се одрекне своје вере, био је мучен и потом убијен бајонетом. Историјски институт у Приштини наводи да је Црна Гора покрстила преко 1.700 Албанаца у српску православну веру у области Ђаковице марта 1913. Савремени албански историчар Зеф Мирдита говори о „систематском прогону католичког клера“ и убиствима католичких првака. Он наводи податак да је из ђаковачке области током 1913. године преведено у православље око 12.000 Албанаца католика.

### Призрен
Након што је српска војска остварила контролу над градом Призреном, уследиле су репресивне мере над цивилним становништвом. Српски одреди су проваљивали по кућама, пљачкајући, вршећи насиља и убијајући, без обзира на пол и године. Око 400 људи је „ишчезло“ током првих дана српске војне управе. Лешеви су лежали на улицама, а према изјавама очевидаца тих дана је око Призрена било око 1.500 лешева Албанаца. Притом, страним новинарима није било допуштено да иду у Призрен. Након дејстава српске војске и паравојних јединица, Призрен је постао један од највише разорених градова Косовског вилајета и становништво га је прозвало „краљевство смрти“. Након свега, генерал Јанковић је приморао албанске главаре Призрена да потпишу изјаву захвалности српском краљу Петру за њихово ослобођење.
Процењује се да је 5.000 Албанаца масакрирано на подручју Призрена.
Када српске трупе нису успеле да пронађу коње за транспорт опреме даље на запад, упрегле су 200 Албанаца присиљавајући их да носе 50—60 килограма терета седам часова по ноћном маршу у правцу Љуме.

### Љума
Када је генерал Јанковић видео да албанска племена Љуме неће дозволити српским трупама да наставе напредовање ка Јадранском мору, прогласио их је за људски одрод који треба побити, након чега је наредио трупама да наставе са посебном жестином. Војска је масакрирала све становништво, мушкарце, жене и децу, никога не штедећи, и попалила 27 села у области Љуме. Извештаји говоре о нечувеним свирепостима српске војске, укључујући спаљивање жена и деце везаних за пластове сена, пред очима очева. Након тога, око 400 мушкараца Љуме се добровољно предало српским властима, али су одведени у Призрен, где су поубијани. Дејли телеграф је тада писао да су „сви ужаси историје премашени зверствима које су починиле трупе генерала Јанковића“.
На лондонској конференцији децембра 1912. одлучено је да Љума остане Албанији, али српска војска се није повукла. Албанци дижу велику побуну у септембру 1913. године, након чега је Љума је још једном тешко страдала у одмазди српске војске. Извештај међународне комисије наводи писмо српског војника који описује казнену експедицију крајем септембра против побуњених Албанаца. Он пише да се „страшне ствари дешавају овде“ и пита се „како људи могу бити толико сурови да почине таква зверства“. У наставку пише:
| „ | Не усуђујем се да кажем више, али могу рећи да Љума (албанска област поред истоимене реке) више не постоји. Нема ничега осим лешева, прашине и пепела. Тамо су села од 100, 150, 200 кућа, где више нема ни једног човека, буквално ни једног. Скупљамо их на гомиле од 40-50, и пробадамо бајонетима до последњег. Пљачка је на све стране. Официр је рекао војницима да оду у Призрен и продају ствари које су украли. | ” |

У децембру 1913. године, послат је званични извештај великим силама са детаљима о покољу Албанаца у области Љуме и Дебра, који је извршен након проглашења амнестије од српских власти. У извештају се наводе имена и презимена особа које су убили српски одреди, често на најокрутнији начин: спаљивањем, клањем, касапљењем бајонетима и томе слично. Такође се наводи детаљан списак спаљених и опљачканих села у области Љуме и Хаса.

### Драч
Драч је град у средишту албанског приморја, који је Србија окупирала и покушала да учини својом главном луком. По заузећу града, српске трупе су 6. марта спалиле више села у области Драча. Извештаји кажу да је у селу Зези двадесетак жена спаљено у својим кућама.
Српским трупама које су заузеле Драч је одмах било наређено да наставе даље без обезбеђеног снабдевања, па су морале да се ослањају искључиво на пљачку. Пљачка је попримила толике размере да су Срби у Драчу товарили читаве бродове опљачканом робом и слали за Солун, одакле је товар даље ишао за Београд.

### Остала места
Њујорк тајмс наводи сведочанство лекара Црвеног крста да је генерал Живковић близу Сјенице погубио 950 виђенијих Турака и Албанаца. У извештај аустријског конзула се наводи да су многи лешеви Турака и Албанаца лежали поред пруге у Липљану 17. новембра 1913. Такође постоје наводи да је извршен покољ над становништвом Гњилана, а град је спаљен и уништен, иако Албанци тог града нису пружали отпор. Албанци су убијани и у насељима Трстеник, Врбан, Прешево, итд. Након пораза у бици код Брдице поред Скадра, српске снаге су починиле покољ становништва у селу Барбулуш, укључујући старце, жене и децу.
Црна Гора је до јуна 1913. године у области Пећи покрстила 20 албанских села, а у самом граду око 200 особа. Албанско становништво Ђаковице, Пећи, Плава, Гусиња и бившег Косовског вилајета је 21. септембра 1913. године упутило петицију Великим силама у којој се каже: „Српска и црногорска регуларна војска су предузеле и учиниле све, од првог дана освајања албанске територије, било да приморају становништво да изгуби своју националност, било да сурово угуше албански род“.
Многе девојке и девојчице Струмице су силоване и насилно покрштене. Мајор Иван Грбић, командант четвртог батаљона 14. регименте (line regiment), имао је 80 вагона натоварених намештајем и ћилимима опљачканим у Струмици који су послати за Србију.
У Круји, родном месту албанског народног хероја Скендербега, велики број мушкараца и жена је „једноставно упуцан“ и многе куће су спаљене. Заповедник српске војске А. Петровић, капетан прве класе, 5. јануара 1913. године, издао је следећи проглас становништву окупираног округа Круја у западној Албанији: „... Ако само један српски војник буде убијен у граду, селу или околини, град ће бити сравњен са земљом и сви мушкарци изнад петнаест година старости ће бити усмрћени бајонетом.“ Наводи се такође су Срби уништили католичку цркву у том граду.
Извештај од 12. марта говори о злочину српских трупа у околини Тиране. Наиме, када је српска војска сазнала да је локално становништво пружило смештај албанским добровољцима, читаво насеље је спаљено. Десет мушкараца и две жене је погубљено док је 17 људи страдало у пожару.

## Последице
Историјски институт у Приштини, позивајући се на документа српске дипломатије, наводи да је од октобра 1912. до августа 1914. године присилно исељено 281.747 особа (не убрајајући децу до шест година) са Косова, Метохије, Санџака и Македоније. На имања расељених Албанаца, српска влада је населила преко 20.000 српских породица, а влада Црне Горе је планирала да насели 5.000 породица. Преостало становништво „новоослобођених области“ под српском војном управом у наредним деценијама бива изложено систематском процесу колонизације и србизације. Дана 20. фебруара 1914. српска власт је донела Закон о аграрној реформи и колонизацији нових области, након чега су многа албанска имања насељавана српским колонистима, углавном службеницима, војницима и полицајцима. Црногорска влада је 27. фебруара 1914. донела закон о колонизацији новоосвојених земаља, и до 1915. године, када је Црна Гора освојена, црногорски колонисти се насељавају на земљи одузетој од Албанаца у Метохији. Влада Црне Горе је још новембра 1912. установила комитет овлаштен да призна власништво Албанцима само у случају да имају папире преко 50 година, оверене у регистру (дефтерхане) у Истанбулу; у противном, њихове некретнине су завођене као државно власништво.
Димитрије Туцовић оцењује да је српска буржоазија прокламујући освајачку политику према Албанији „први пут са лица српског народа скинула вео једне поштене нације која се бори за своје ослобођење“. Он подсећа да је Србија хтела излазак на море и једну своју колонију, али је остала без изласка на море а од замишљене колоније створила је крвнога непријатеља. Туцовић закључује да је „безгранично непријатељство“ албанског народа према Србији први резултат албанске политике српске владе. Други још опаснији резултат је „одгуривање Албаније у шаке Италије и Аустроугарске“, две на западном Балкану најзаинтересованије велике силе. У новембру 1915. аустроугарске јединице су на Косову дочекани као ослободиоци.

## Контроверзе
Постоје тврдње да су описани злочини, због пристрасних и неверодостојних извора информација, у суштини производ аустроугарске и италијанске пропаганде. Аустроугарска је вршила припреме за рат против Србије и имала је план да стави територију насељену Албанцима под своју контролу у циљу настављања свог похода ка Солуну.  Италија је имала план да контролом ове територије контролише Отрантски мореуз и од Јадранског мора направи „своје језеро“.
Српске власти су, на граници са Албанијом, 26. августа 1913. године спречиле Међународну комисију за истрагу да уђе у Србију, а истог дана је трговачка омладина Београда, текстом објављеним у часопису Трговачки гласник, поставила питање да ли је долазак међународне комисије у суштини ограничавање суверенитета и мешање у унутрашње ствари државе. У свом извештају Међународна комисија наводи да не сматра постављање оваквих питања сувишним и образлаже своју неформалну улогу у самом тексту извештаја. Са српске и грчке стране су се могле чути критике да су Миљуков (члан комисије из Русије) и Браилсфорд (члан комисије из Енглеске) „бугарофили“.
Димитрије Богдановић сматра да у основи Туцовићевих погледа лежи „заблуда отписивања Косова“. Називајући књигу Србија и Албанија „брошуром“, он критикује неке њене наводе (нпр. о „свирепостима српске војске”) као „аргументе аустријске пропаганде против Србије“.
Српска влада је већину извештаја о ратним злочинима дочекала службеним порицањем. И неки каснији српски аутори наведене податке о ратним злочинима своде на „аустроугарску пропаганду“ која је „ширила гласове о наводним зверствима српске војске у Албанији и Македонији над муслиманским становништвом“.
Марк Мазовер, историчар који је посветио велику пажњу истраживању историје Балкана, у својој књизи The Balkans, From the End of Byzantium to the Present Day (срп. Балкан, од краја Византије до данас), књизи за коју је добио Волфсонову награду за историју, истиче: